# Bài giảng điện tử
Bài giảng điện tử (hoặc bài giảng e-Learning) là một hình thức giảng dạy có cấu trúc và trải nghiệm được cung cấp qua phương tiện điện. Chỉ cần có mạng internet và thiết bị điện tử, người học có thể tham gia học trực tuyến mọi lúc, mọi nơi.

## Mô tả thiết kế bài giảng điện tử
Bài giảng điện tử có thể được cung cấp dưới nhiều hình thức khác nhau, bao gồm trang tài liệu trực tuyến chỉ chứa văn bản, trang trình chiếu, bản ghi, hoặc các nội dung video được quay hình và các bài giảng tương tác tuân theo chuẩn e-Learning.
Bài giảng điện tử được tạo ra nhờ dùng thiết bị ghi âm, ghi hình có sự giúp đỡ của phần mềm chuyên dùng, như Adobe Presenter, Captivate, Articulate, Camtasia. Mỗi bài giảng thường có âm thanh lời giảng, hình ảnh, video, được sắp xếp theo logic giúp người học thu được những kĩ năng, kiến thức nhất định. Người học tự định thời gian học và nơi ngồi học, chỉ cần có kết nối Internet bằng máy tính hay bằng điện thoại thông minh.

## Các định dạng số hoá bài giảng tốt nhất
Bài giảng điện tử đang ngày càng phổ biến nhờ tốc độ truyền tải qua mạng Internet tăng lên nhanh. Các khóa học có thể cung cấp trọn gói bằng tập hợp các bài giảng loại này và được gọi là khóa học trực tuyến. 
Để việc bài giảng điện tử phát huy tối đa chất lượng và hiệu quả, cần phải lựa chọn định dạng số hoá bài giảng thích hợp

### Định dạng Animation
Trong số hoá bài giảng, animation là phương tiện giúp truyền đạt nội dung đào tạo bằng các video hoạt họa. Với định dạng này, các khái niệm phức tạp sẽ được giải thích một cách trực quan và đơn giản hơn, thúc đẩy tương tác giữa người học và bài giảng. 

### Định dạngMotion Graphics
Đây là định dạng kết hợp giữa âm thanh, các hình ảnh động, văn bản cũng như các hiệu ứng đặc biệt để minh hoạ cho những nội dung gặp khó khăn trong việc diễn đạt bằng từ ngữ. Với định dạng này, các yếu tố đồ hoạ như text, vector hay các hình khối,… sẽ được kết hợp với các âm thanh thú vị hay chuyển động độc đáo giúp tạo ra một bài giảng điện tử trực quan, sinh động.

### Định dạng Gamification
Với Gamification, các yếu tố của trò chơi sẽ được lồng ghép vào quá trình học tập và đào tạo để đem lại những trải nghiệm học tập thú vị hơn cho các học viên. Giáo viên có thể tổ chức các hoạt động tương tác kết hợp bài giảng trên các phần mềm trò chơi phổ biến như Kahoot!, Baamboozle, Mentimeter, AhaSlides,...

### Định dạng Slideshow
Slideshow là định dạng trình chiếu một chuỗi các hình ảnh hay trang nội dung học tập với sự kết hợp cùng chuyển động, tương tác hai chiều thông qua màn hình. Các phần mềm trình chiếu thường dùng để thiết kế định dạng này là PowerPoint, Keynote, Google Slides,… và có thể chứa cả hình ảnh, văn bản, âm thanh và video. 

### Định dạng Video stock
Trong e-Learning, video stock thường được sử dụng để cung cấp các video chất lượng cao và mới mẻ cho các bài giảng điện tử với mục đích giải thích các khái niệm, minh hoạ quá trình hoạt động hay giới thiệu sản phẩm,... Giảng viên chỉ cần chọn video phù hợp với bài giảng của mình để tải về.

### Định dạng Quay hình minh hoạ giảng viên
Đây là một trong những định dạng phổ biến nhất trong e-Learning, đặc biệt là đối với lĩnh vực giáo dục đào tạo. Thông thường, các bài giảng liên quan đến hướng dẫn hoặc kỹ năng với mục đích truyền cảm hứng cho người học sẽ áp dụng định dạng này.

### Định dạng Quay hình doanh nghiệp
Định dạng quay hình doanh nghiệp sẽ được thực hiện bởi một đội ngũ chuyên nghiệp với kinh phí rất lớn thông qua việc sử dụng các thiết bị, công nghệ hiện đại để sản xuất được các video chất lượng cao. Đây là một định dạng cực kì phù hợp đối với các nội dung liên quan đến tiêu chuẩn dịch vụ, quy tắc, tác phong, ứng xử hay truyền thông văn hóa trong mỗi doanh nghiệp. 